# Aleks Petkov
Aleks Petkov (en bulgare : Алекс Петков), né le 25 juillet 1999 à Sofia en Bulgarie est un footballeur international bulgare qui joue au poste de défenseur central au Śląsk Wrocław.

## Biographie

### En club
Né à Sofia en Bulgarie, Aleks Petkov est formé par le Tcherno More Varna avant de rejoindre l'Écosse et le club de Heart of Midlothian le 15 juin 2016, avec lequel il signe un contrat de trois ans.
Il joue son premier match en professionnel avec les Hearts, le 22 juillet 2017, à l'occasion d'un match de Coupe de la Ligue écossaise face au East Fire FC. Il entre en jeu à la place de John Souttar et son équipe s'impose par trois buts à zéro.
Le 18 février 2020, Petkov est prêté au Brechin City jusqu'à la fin de la saison.
Le 8 septembre 2020, Aleks Petkov fait son retour en Bulgarie, s'engageant pour un an avec le Levski Sofia.
Le 2 mars 2021, il rejoint le FK Arda Kardjali.
Le 6 juillet 2023, Aleks Petkov rejoint la Pologne pour s'engager en faveur du Śląsk Wrocław pour un contrat courant jusqu'en juin 2024, avec une option pour deux années supplémentaires.
Il s'impose rapidement comme un titulaire au Śląsk Wrocław et contribue au parcours de son équipe cette saison-là, qui lutte pour le titre.

### En sélection
Aleks Petkov représente l'équipe de Bulgarie des moins de 19 ans mais ne joue qu'un match avec cette sélection, le 10 octobre 2016, étant titularisé contre l'Angleterre (défaite 2-1 des Bulgares).
En mars 2022, Aleks Petkov est convoqué pour la première fois avec l'équipe nationale de Bulgarie par le sélectionneur Yasen Petrov. Il honore sa première sélection lors de ce rassemblement, le 26 mars 2023, lors d'un match amical contre le Qatar. Il entre en jeu et son équipe est battue par deux buts à un,.

## Vie privée
Aleks Petkov est le fils de Milen Petkov, lui aussi footballeur international bulgare.